# ハイ・ホープス (ブルース・スプリングスティーンのアルバム)
『ハイ・ホープス』（High hopes）は、ブルース・スプリングスティーンの18作目のスタジオ・アルバム。2014年1月14日にコロムビア・レコードから発売され、アメリカのBillboard Hot 100で自身11作目となる第1位を獲得し、この他10か国のアルバムチャートで第1位を獲得。日本でも2014年1月29日に発売され、オリコン週間洋楽アルバムランキングで約22年ぶりの第1位を獲得。ローリング・ストーン誌は、2014年で2番目に最高のアルバムとして本作を挙げた。
前作『レッキング・ボール』から2年ぶりのスタジオ・アルバムとなった本作には、カバー曲やアウトテイク、過去の楽曲のリメイクを含む全12曲が収録された。

## 背景
スプリングスティーンは、本作について「過去10年間からのまだ発売していない最高の作品のいくつか」を収録した作品と述べている。アルバムの制作は2012年12月9日に開始され、スプリングスティーンは古い未完成のデモ音源について話し合うためにアニエロに電話をした。スプリングスティーンとEストリート・バンドが「Wrecking Ball World Tour」に出ている間にアニエロはロサンゼルスでアルバムのプロデュースを開始。
2013年3月、スプリングスティーンはツアーでオーストラリアへ向かう前日にロサンゼルスを訪れ、アニエロとともにミキシングを行ない、アルバム・カバー用の写真を用意した。アニエロは当時のスプリングスティーンについて「一生懸命だった。ただ一生懸命だった」「彼の年齢であんな風に作業をしているのを見たことがなかった。彼はスタジオで15時間も入りびたっていた」と回想している。レコーディングはニュージャージー、ロサンゼルス、オーストラリア、ニューヨークで行なわれ、Eストリート・バンドのメンバーのほかに同年のツアーに同行したトム・モレロ、クラレンス・クレモンズ、ダニー・フェデリシらが参加した。

## 楽曲について
『ハイ・ホープス』は、カバー曲やアウトテイク、過去にアルバムやライブツアーを通して発表された楽曲のリメイクで構成されている。表題曲の「ハイ・ホープス」は、1996年にEP『ブラッド・ブラザーズ』の収録曲として発売された楽曲で、1987年にティム・スコット・マッコネルに発売した楽曲のカバー。スプリングスティーンによると、オーストラリア・ツアーに参加したモレロがライブの演奏曲目に「ハイ・ホープス」を加えることを提案し、会場を熱狂させることになったことから再録音に至ったとのこと。「アメリカン・スキン（41ショッツ）」は、スプリングスティーンが1999年2月4日にニューヨーク市警察に務める私服警官によって射殺されたアマドゥ・ディアロを題材に2000年に書いた楽曲。同年よりライブで演奏され、2001年に発売されたライブ・アルバム『Live in New York City』にライブ音源が収録された。「ザ・ゴースト・オブ・トム・ジョード」は1995年11月21日に発売された楽曲で、本作には再録音した音源が収録された。
「ハリーズ・プレイス」と「ダウン・イン・ザ・ホール」は、2002年に発売されたアルバム『ザ・ライジング』のために書かれた楽曲。「ザ・ウォール」は過去にライブで数回演奏された楽曲で、曲名と着想はジョー・グルシェキーによるもの。スプリングスティーンはベトナム戦争戦没者慰霊碑を訪れ、ウォルター・ショーンの思い出をインスピレーションに書いた。スプリングスティーンはウォルターはジャージー沿岸地方の最初の素晴らしいロッカーのひとりで、（俺の若いときのギターの師匠のひとりだった）弟のレイと一緒に「モティーフス」を率いていた。モティースは地元のロック・バンドの中でどのバンドよりも頭ひとつ抜けた存在だった。荒々しく、セクシーで、反抗的で、彼らは自分もそうなりたいと強く願わせるヒーローたちだったと語っている。「ジャスト・ライク・ファイア・ウッド」はザ・セインツのカバー曲で、「ドリーム・ベイビー・ドリーム」はスーサイドのカバー曲。前者は2013年のオーストラリア・ツアーで演奏され、ツアー中の休暇にシドニーのスタジオ301でモレロのギターを特色としたアレンジで録音された。

## 評価

### リリースとプロモーション
2013年11月25日に本作からの第1弾シングルとして表題曲「ハイ・ホープス」が発売され、ビルボード誌のAdult Alternative Songsで最高位15位を記録。12月28日にAmazonを通じて本作がリークされ、一時的にダウンロードが可能な状態となっていた。
2014年1月12日に放送されたCBSのテレビドラマ『グッド・ワイフ』のエピソード「ダブル審判裁判」（We, the Juries）の劇中で「ハイ・ホープス」、「ハンター・オブ・インヴィジブル・ゲーム」、「ザ・ゴースト・オブ・トム・ジョード」の3曲が使用された。スプリングスティーンは、CBSに対して「これは俺がずっと発売される必要があると感じていた音楽なんだ。彼ら全員に居場所が与えられ、その話を聞いてもらう価値があると感じた」と伝えた。
1月14日にアルバム『ハイ・ホープス』が発売され、発売初週に99,000枚の売り上げを記録してBillboard 200で自身11作目となる首位を獲得。これによりビートルズ（19作）、ジェイ・Z（13作）に次いで3番目となる首位獲得数となった。全英アルバムチャートにおいても初登場1位を獲得した。日本では1月29日に発売され、2月10日付のオリコン週間洋楽アルバムランキングで1992年に発売の『ヒューマン・タッチ』以来約22年ぶりの第1位を獲得した。
1月22日にトム・モレロをゲストに迎えたニューヨークでのリハーサルの模様で構成された「ジャスト・ライク・ファイア・ウッド」が公開された。
4月4日にHBOで本作の制作過程を追ったドキュメンタリー『Bruce Springsteen's High Hopes』が放送され、5月にSony Music NetherlandsがYouTubeで『High Hopes in South Africa』と題したドキュメンタリーを公開。
4月19日（レコード・ストア・デイ）、本作のために録音された楽曲で最終曲目から外された「Hey Blue Eyes」、「American Beauty」、「Mary Mary」、「Cold Spot」の4曲を収録した12inchアナログEP『American Beauty』として発売された。

### 評論家による批評
| 専門評論家によるレビュー | 専門評論家によるレビュー |
| 総スコア                 | 総スコア                 |
| 出典                     | 評価                     |
| ------------------------ | ------------------------ |
| AnyDecentMusic?          | 6.4/10                   |
| Metacritic               | 67/100                   |
| レビュー・スコア         |                          |
| 出典                     | 評価                     |
| AllMusic                 | [ 27 ]                   |
| The A.V. Club            | C+                       |
| Chicago Tribune          | [ 29 ]                   |
| Entertainment Weekly     | B                        |
| The Guardian             | [ 31 ]                   |
| The Independent          | [ 32 ]                   |
| NME                      | 8/10                     |
| Pitchfork                | 4.0/10                   |
| Rolling Stone            | [ 35 ]                   |
| Slant                    | [ 36 ]                   |

アルバム『ハイ・ホープス』は、批評家からさまざまな評価を受けていて、Metacriticは42人の批評家のレビューを基に「（100点満点中）67点」と点数を付けた。音楽評論家のスティーヴン・トマス・アールワインは、オールミュージックに寄稿したレビューで、アルバムの全体で「雰囲気と物語にまとまりがない」として「矛盾だらけのスプリングスティーンのどんちゃん騒ぎを聴くことはかなりぞっとする」とする一方で、スプリングスティーンの「20年よく考えられた目的があるアルバム」と評した。音楽ジャーナリストのデヴィッド・フリックは、ローリング・ストーン誌に寄稿したレビューで本作を「スプリングスティーンの過去10年を深く振り返る」作品とし、「最先端の回顧であり、1人の歌手の神がかったギグのセットリストのように作られている」と評した。インデペンデント紙のアンディ・ギルは「主題的統一」の欠如を指摘する一方で、「トム・モレロが古い楽曲を再活性化させた」点を称賛した。
NME誌は、アルバムを称賛するレビューで「Still The Boss」（依然としてボス）と宣言。シカゴ・トリビューン紙のグレッグ・コットは「自分の音楽を新しくしたいという歌手の願望」と述べ、「ジャスト・ライク・ファイア・ウッド」と「ハンター・オブ・インヴィジブル・ゲーム」と「ザ・ウォール」の3曲を称賛する一方で、「他の曲はつまらない」と評した。The A.V. Clubのデヴィッド・アントニーは、「スプリングスティーンはキャンバスに再び明るい色をはねかけ、指を交差させて、それらがかみ合うように願っている」と述べた。ピッチフォークのステファン・M・ドイスナーは、「厚みのあるアレンジは良い曲作りから注意をそらし、粗悪さを隠している」と述べた。ポップマターズのジェリック・アダムスは、「強力な曲が不足しているわけではなく、じゅうぶんにそろっている。むしろアルバムを台無しにしているのは、うんざりするほどたいしたことのない曲が入っていること」と評した。スラント誌のジェシー・カタルドは、「スプリングスティーンがフォークシンガーの長い伝統に同調している」とし、「プロテスト・ソングの支持者として、彼はそのような傾向だと特定されるジャンルの責任をよく理解している」と見なした。ガーディアン誌のイアン・ギッティンズは、アルバムを「一時しのぎ」と見なす一方で、「優しく、愛情を込めて作られた」アルバムと評した。
ローリング・ストーン誌は、「2014年の年間ベスト・アルバム TOP50」（50 Best Albums of 2014）でU2の『ソングス・オブ・イノセンス』に次ぐ第2位に本作を挙げた。

## 収録曲
| #         | タイトル                                                             | 作詞・作曲                      | 時間  |
| --------- | -------------------------------------------------------------------- | ------------------------------- | ----- |
| 1.        | 「ハイ・ホープス」(High Hopes)                                       | ティム・スコット・マッコネル    | 4:57  |
| 2.        | 「ハリーズ・プレイス」(Harry's Place)                                | ブルース・スプリングスティーン  | 4:04  |
| 3.        | 「アメリカン・スキン（41ショッツ）」(American Skin (41 Shots))       | ブルース・スプリングスティーン  | 7:23  |
| 4.        | 「ジャスト・ライク・ファイア・ウッド」(Just Like Fire Would)         | クリス・ベイリー                | 3:56  |
| 5.        | 「ダウン・イン・ザ・ホール」(Down In The Hole)                       | ブルース・スプリングスティーン  | 4:59  |
| 6.        | 「ヘヴンズ・ウォール」(Heaven's Wall)                                | ブルース・スプリングスティーン  | 3:50  |
| 7.        | 「フランキー・フェル・イン・ラヴ」(Frankie Fell In Love)             | ブルース・スプリングスティーン  | 2:48  |
| 8.        | 「ディス・イズ・ユア・ソード」(This Is Your Sword)                   | ブルース・スプリングスティーン  | 2:52  |
| 9.        | 「ハンター・オブ・インヴィジブル・ゲーム」(Hunter Of Invisible Game) | ブルース・スプリングスティーン  | 4:42  |
| 10.       | 「ザ・ゴースト・オブ・トム・ジョード」(The Ghost of Tom Joad)        | ブルース・スプリングスティーン  | 7:33  |
| 11.       | 「ザ・ウォール」(The Wall)                                           | ブルース・スプリングスティーン  | 4:20  |
| 12.       | 「ドリーム・ベイビー・ドリーム」(Dream Baby Dream)                   | マーティン・レヴ アラン・ヴェガ | 5:00  |
| 合計時間: | 合計時間:                                                            | 合計時間:                       | 56:24 |

備考
- アルバムは2枚組LPとしても発売され、このLP版にはCDも同梱された。
- 本作を事前予約すると、2013年6月30日にクイーン・エリザベス・オリンピック・パークで開催された「ハード・ロック・コーリング・フェスティバル」でアルバム『ボーン・イン・ザ・U.S.A.』の全収録を演奏する様子を収録した限定版DVD『Born in the U.S.A. Live: London 2013』が特典として付属した。

## クレジット
※出典
- ミュージシャン
  - ブルース・スプリングスティーン – リード・ボーカル、ギター、マンドリン（#7,8,12）、バンジョー（#8）、追加のベース（#6）、ドラム（#11）、ヴィブラフォン（#1）、パーカッション（#1,3,7）、パーカッションループ（#6）、シンセサイザー（#6,8,12）、オルガン（#6.7）、ピアノ（#8,12）、ハーモニウム（#12）
  - ロイ・ビタン – ピアノ（#1-4,7,8,10-12）、オルガン（#8）
  - クラレンス・クレモンズ – テナー・サクソフォーン（#2,5）
  - ダニー・フェデリシ – オルガン（#5,11）
  - ニルス・ロフグレン – ギター（#1,2,4,11）、ペダル・スティール（#10）、マンドリン（#10）、バッキング・ボーカル（#3）
  - パティ・スキャルファ – バッキング・ボーカル（#1,3-6,8,11）
  - ギャリー・タレント – ベース（#1,2,4-6,9,11）
  - スティーヴン・ヴァン・ザント – ギター（#3）、バッキング・ボーカル（#3,4,7,8）
  - マックス・ワインバーグ – ドラム（#8,11を除く）、パーカッション（#11）
  - トム・モレロ – ギター（#1,2,4,9,10,12）、リードギター（#3,6）、リード・ボーカル（#10）、バッキング・ボーカル（#3）
  - チャールズ・ジョルダーノ – オルガン（#3,4）、アコーディオン（#1,10）
  - ロン・アニエロ – ギター（#3,7,8,12）、12弦ギター（#4）、ベース（#3,7,8,10,12）、ドラムループ（#1,3）、ヴィブラフォン（#3）、パーカッション（#3）、パーカッションループ（#6,12）、シンセサイザー（#3,6,8,10-12）、オルガン（#3）、ファルフィッサ・オルガン（#6）、アコーディオン（#11）
  - スージー・ティレル – ヴァイオリン（#5,10）、追加のヴァイオリン（#9）、バッキング・ボーカル（#1,3,6,8）
  - サム・バードフェルド – ヴァイオリン（#6-8）
  - ジェイク・クレモンズ – テナー・サクソフォーン・ソロ（#3）、金管楽器（#4）
  - バリー・ダニエリアン – 金管楽器（#1,3,4,12）
  - クラーク・ゲイトン – 金管楽器（#1,3,4,12）
  - スタン・ハリソン – 金管楽器（#1,3,4,12）
  - エド・マニオン – 金管楽器（#1,3,4,12）
  - カート・ラム – 金管楽器（#1,3,4,12）、コルネット（#11）
  - スコット・ティブス – 金管楽器のオーケストレーション（#3）
  - ジェフ・キーヴィト – ピッコロ・トランペット（#4）
  - キリアン・ヴァレリー – イリアン・パイプス、ロー・ホイッスル、ティン・ホイッスル（#8）
  - ジョッシュ・フリース – ドラム（#8）
  - エヴェレット・ブラッドリー – パーカッション（#1,4,6）、バッキング・ボーカル（#1,4）
  - カーティス・キング – バッキング・ボーカル（#1,3,4,6）
  - シンディ・ミゼル – バッキング・ボーカル（#1,3,4,6）
  - ミッシェル・ムーア – バッキング・ボーカル（#1,4）
  - エヴァン・スプリングスティーン – バッキング・ボーカル（#5）
  - ジェシカ・スプリングスティーン – バッキング・ボーカル（#5）
  - サミュエル・スプリングスティーン – バッキング・ボーカル（#5）
  - タワサ・アジ – バッキング・ボーカル（#6）
  - キース・フルイット – バッキング・ボーカル（#6）
  - ジョン・ジェイムズ – バッキング・ボーカル（#6）
  - アル・ソーントン – バッキング・ボーカル（#6）
  - ブレンダ・ホワイト – バッキング・ボーカル（#6）
  - アトランタ・ストリングス（#2,9）:
    - エド・ホースト – ストリングス・アレンジ、指揮者
    - ジャスティン・ブランズ、ジェイ・クリスティー、シーラ・アイエンガー、ジョン・マイズナー、クリストファー・プルグラム、ウィリアム・プ、オルガ・シュピトコ、ケン・ワグナー – ヴァイオリン
    - エイミー・チャン、タニア・マクスウェル、ラクラン・マクベイン – ヴィオラ
    - カレン・フリーア、シャレー・クルーガー、ダニエル・ラウファー – チェロ

  - ニューヨーク・チェンバー・コンソート・ストリングス（#4,6,12）:
    - ロブ・メイセス – ストリングス・アレンジ、指揮者
    - リサ・キム（コンサートマスター）、クァン・グォ、ヒュンジュ・リ、ジェシカ・リー、アン・リーマン、ジョアンナ・マウアー、スザンヌ・オルンスタイン、アンナリーザ・プレイス、デヴィッド・サゾーン、ジェニー・ウィントン、シャロン・ヤマダ – ヴァイオリン
    - モーリシー・バナシェク、デジリー・エルゼヴィア、シュムエル・カッツ、ロバート・ラインハート – ヴィオラ
    - マリア・キツォポウロス、アラン・ステパンスキー、ル・ペイ・イェ – チェロ
- スタッフ
  - ロン・アニエロ、ブルース・スプリングスティーン – プロデュース（#1,3,4,7,8,10-12）、共同プロデュース（#6）
  - ブレンダン・オブライエン – プロデュース（#2,5,6,9）
  - ロス・ピーターセン、トビー・スコット、ニック・ディディア – レコーディング・エンジニア
  - ロブ・レブレット、ケヴィン・ミルズ、ジェフ・サノフ、ボブ・クリアマウンテン、デイヴ・シフマン – 追加のレコーディング・エンジニア
  - ボブ・クリアマウンテン – ミキシング
    - ブランドン・ダンカン、セルジオ・ルエラス・ジュニア、クリス・ロード・アルジ – アシスタント（#4,6,9,11,12）
    - ニック・カーペン、キース・アームストロング、ブラッド・タウンゼント、アンドリュー・シューベルト – アシスタント（#1-3,7,8,10）

  - ブレンダン・オブライエン – ミキシング（#5）
    - トム・シロウスキ、カール・エグジーカー、トム・タプレイ – アシスタント

  - ボブ・ラドウィック – マスタリング
  - カール・エグジーカー、トム・タプレイ、ブレンダン・デコラ、アレックス・ウィリアムズ、ショーン・アスティル、トム・アスティル、ジョーダン・パワー、ジャック・プレスト、ルーク・イェオマン、ダニエル・ザイデンシュタット、ベンジャミン・ライス、フィル・ジョリー、ジョン・ホーン、ジョー・ビシャーノ、マイク・バウアー、テッド・タトヒル、オーウェン・マルホランド – アシスタント・エンジニア
  - カイル・ホフマン、ブランドン・ダンカン – アシスタント
  - ビリー・バワーズ – Pro Tools
  - トビー・スコット – プロダクション・コーディネーション
  - シャーリー・サトクリフ – ミュージシャン・コントラクター
  - サンドラ・パーク、パトリシア・ホルスト – ストリングス・コントラクター
  - ケヴィン・ビューエル – ギター・テクニシャン、技術者
  - ミッシェル・ホルム – アートディレクター、デザイン
  - ダニー・クリンチ – 写真撮影
    - エドワード・スミス、ナイラ・ラング – アシスタント

## チャート成績

### 週間チャート
| チャート (2014年)                        | 最高位 |
| ---------------------------------------- | ------ |
| オーストラリア (ARIA)                    | 1      |
| オーストリア (Ö3 Austria)                | 2      |
| ベルギー (Ultratop Flanders)             | 1      |
| ベルギー (Ultratop Wallonia)             | 2      |
| カナダ (Billboard)                       | 1      |
| クロアチア (HDU)                         | 1      |
| デンマーク (Hitlisten)                   | 1      |
| フィンランド (Suomen virallinen lista)   | 1      |
| フランス (SNEP)                          | 2      |
| ドイツ (Offizielle Top 100)              | 1      |
| ギリシャ (Billboard)                     | 1      |
| ハンガリー (MAHASZ)                      | 12     |
| アイルランド (IRMA)                      | 1      |
| イタリア (FIMI)                          | 1      |
| 日本 (オリコン)                          | 8      |
| 日本 (オリコン洋楽アルバム)              | 1      |
| Japan Top Albums Sales (Billboard JAPAN) | 9      |
| オランダ (MegaCharts)                    | 1      |
| ニュージーランド (RMNZ)                  | 1      |
| ノルウェー (VG-lista)                    | 1      |
| ポーランド (ZPAV)                        | 6      |
| ポルトガル (AFP)                         | 4      |
| スコットランド (OCC)                     | 1      |
| 南アフリカ (RISA)                        | 6      |
| スペイン (PROMUSICAE)                    | 1      |
| スウェーデン (Sverigetopplistan)         | 1      |
| スイス (Schweizer Hitparade)             | 1      |
| UK アルバムズ (OCC)                      | 1      |
| US Billboard 200                         | 1      |
| US Top Rock Albums (Billboard)           | 1      |

### 年間チャート
| チャート (2014年)                | 順位 |
| -------------------------------- | ---- |
| オーストラリア (ARIA)            | 39   |
| オーストリア (Ö3 Austria)        | 33   |
| ベルギー (Ultratop Flanders)     | 21   |
| ベルギー (Ultratop Wallonia)     | 58   |
| ドイツ (Offizielle Top 100)      | 40   |
| イタリア (FIMI)                  | 58   |
| オランダ (Album Top 100)         | 22   |
| ニュージーランド (RMNZ)          | 20   |
| スペイン (PROMUSICAE)            | 30   |
| スウェーデン (Sverigetopplistan) | 25   |
| スイス (Schweizer Hitparade)     | 21   |
| イギリス (OCC)                   | 67   |
| US Billboard 200                 | 101  |
| US Top Rock Albums (Billboard)   | 21   |

## 認定
| 国/地域                                                                                  | 認定     | 認定/売上数 |
| ---------------------------------------------------------------------------------------- | -------- | ----------- |
| オーストラリア (ARIA)                                                                    | Gold     | 35,000^     |
| オーストリア (IFPI Austria)                                                              | Gold     | 7,500*      |
| ドイツ (BVMI)                                                                            | Gold     | 100,000^    |
| イタリア (FIMI)                                                                          | Platinum | 50,000*     |
| ニュージーランド (RMNZ)                                                                  | Gold     | 7,500^      |
| スペイン (PROMUSICAE)                                                                    | Gold     | 20,000^     |
| スウェーデン (GLF)                                                                       | Gold     | 20,000      |
| スイス (IFPI Switzerland)                                                                | Gold     | 10,000^     |
| イギリス (BPI)                                                                           | Gold     | 100,000*    |
| * 認定のみに基づく売上数 · ^ 認定のみに基づく出荷枚数 · 認定のみに基づく売上数と再生回数 |          |             |